# Белеський сільський округ
Белеський сільський округ (каз. Белес ауылдық округі, рос. Белесский сельский округ) — адміністративна одиниця у складі Байтерецького району Західноказахстанської області Казахстану. Адміністративний центр — село Белес.
Населення — 1711 осіб (2021; 1697 у 2009, 1745 у 1999, 1587 у 1989).
Станом на 1989 рік існувала Ростошинська сільська рада (село Бокаушино, Ростоші).

## Склад
До складу округу входять такі населені пункти:
| Населений пункт | Старі назви          | Населення, осіб (1989) | Населення, осіб (1999) | Населення, осіб (2009) | Населення, осіб (2021) |
| --------------- | -------------------- | ---------------------- | ---------------------- | ---------------------- | ---------------------- |
| Акжол, село     | Бокаушино, Бакаушино | 264                    | 234                    | 202                    | 129                    |
| Белес, село     | Ростоші              | 1323                   | 1511                   | 1495                   | 1582                   |